# Musca erro
Musca erro är en tvåvingeart som först beskrevs av Harris 1780.  Musca erro ingår i släktet Musca och familjen fritflugor. Inga underarter finns listade i Catalogue of Life.